# Semiothisa trexleri
Semiothisa trexleri är en fjärilsart som beskrevs av Karl Schawerda 1914. Semiothisa trexleri ingår i släktet Semiothisa och familjen mätare. Inga underarter finns listade i Catalogue of Life.